# Paranipeus latipes
Paranipeus latipes är en insektsart som beskrevs av Melichar 1906. Paranipeus latipes ingår i släktet Paranipeus och familjen sköldstritar. Inga underarter finns listade i Catalogue of Life.